# USS Washington (BB-56)

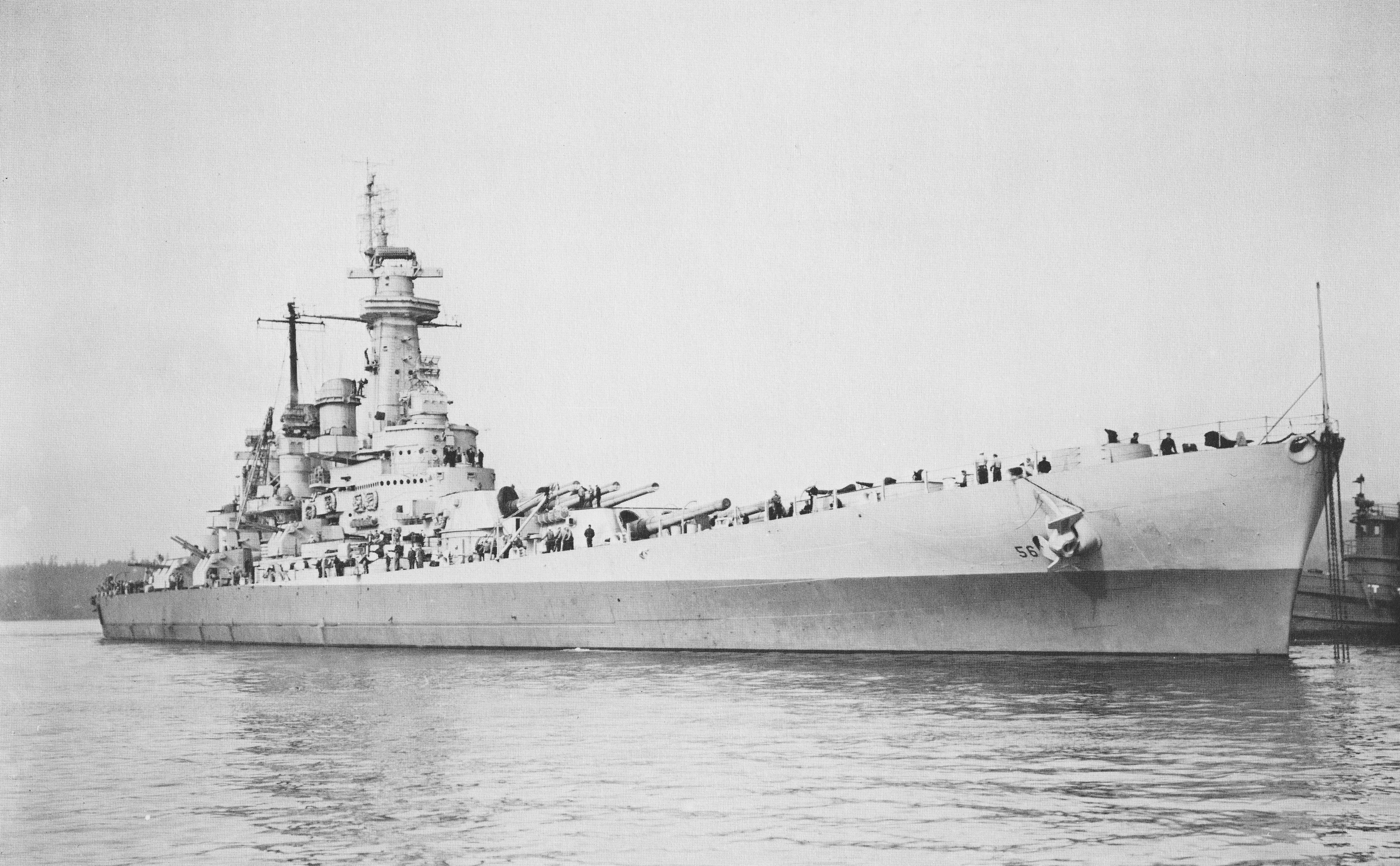
USS Washington (BB-56)

USS Washington (BB-56) var den andra av två slagskepp i North Carolina-klassen, och det tredje fartyget i Förenta staternas flotta som namnges till ära av 42:e delstaten i USA. Hennes köl lades ner den 14 juni 1938 vid Philadelphia Naval Shipyard. Sjösattes den 1 juni 1940, Washington gick igenom inpassning innan den beställdes den 15 maj 1941, med kapten Howard HJ Benson som kommando. I början av 1942 var Washington och tjugo andra amerikanska fartyg de första som var utrustade med fullt fungerande radar.
Från 1943 var hennes huvuduppgift att bevaka och skydda hangarfartyg även om hon vid några tillfällen besköt japanska ställningar vid vissa anfall från havet. Washington deltog i slaget om Gilbert- och Marshallöarna i slutet av 1943 och början av 1944, slaget om Marianerna och Palau i mitten av 1944, och i slaget om Filippinerna(en) i slutet av 1944 och början av 1945. Därefter följde slagen för att erövra Iwo Jima och Okinawa i 1945, och i de senare skedena av slaget om Okinawa fick Washington tas in för underhåll. När detta var genomfört hade Japan kapitulerat och kriget var slut. Washington sändes då till USA:s östkust, där hon anpassades för att tjänstgöra som trupptransportfartyg som en del av operation Magic Carpet(en) och transporterade över 1 600 soldater från Storbritannien till USA. Hon togs ur tjänst 1947 och överfördes till USA:s flottreserv, där hon förblev fram till 1960 då hon avregistrerades och såldes som skrot året efter.